# Arcte
Arcte (лат.) — род бабочек из семейства совок.

## Описание
Это сравнительно крупных размеров мотыльки, их размах крыльев превышает 80 мм. Щупики прилегают к лицу, почти серповидные, толстые. Третий членик щупиков равен около 1/6 второго, едва заметен. Передние крылья тёмно-коричневые с ещё более тёмным рисунком. Задние крылья чёрные с голубыми перевязями. Гениталии самца: вальва не разделена на две лопасти. Ункус почти треугольный, над ним на тергитах два выстурающих округлых бугра. Гениталии самки: проток копулятивной сумки ближе к экватору, не на самом заднем конце. Копулятивная сумка не расширена к полюсу.

## Систематика
В составе рода:
- Arcte albimixta Warren, 1912
- Arcte coerula Guenée, 1852
- Arcte granulata Guenée, 1852
- Arcte immodesta Guenée, 1852
- Arcte modesta Hoeven, 1840
- Arcte nigrescens Butler, 1886
- Arcte papuensis Warren, 1912
- Arcte polygrapha Kollar, 1844
- Arcte senica Felder, 1874
- Arcte taprobana Moore, 1885